# Zajíc v pytli
Zajíc v pytli byl hudebně-zábavní pořad Československé televize natáčený během 80. let v divadle Semafor. Jeho hlavní tvůrčí osobností byl Miloslav Šimek.

## Seznam dílů
1. Ze Soboty na Šimka aneb Zajíc v pytli (1984, premiéra 12. dubna 1985) – kamera Ivan Koudelka, režie Vladimír Drha, účinkují: Miloslav Šimek, Luděk Sobota, Jiří Krampol, Uršula Kluková, Pavel Bobek, Valérie Čižmárová, Miluška Voborníková a další, 64 minut[1]
2. Zajíc v pytli 2. díl (1984, premiéra 27. července 1985) – kamera Petr Čepický, režie Eduard Sedlář, účinkují: Miloslav Šimek, Luděk Sobota, Pavel Bobek, Ilona Záluská, Uršula Kluková a další, 61 minut[2]
3. Zajíc v pytli č. 3 (1986, premiéra 11. října 1986, zkrácená verze 31. prosince 1986) – kamera Saša Rašilov, režie Eduard Sedlář, účinkují: Miloslav Šimek, Luděk Sobota, Pavel Bobek, Jiří Krampol, Uršula Kluková, Jana Mařasová a další, 68/35 minut[3][4]
4. Zajíc v pytli č. 4 (1987, premiéra 7. března 1987) – kamera Petr Čepický, režie Eduard Sedlář, účinkují: Miloslav Šimek, Luděk Sobota, Pavel Bobek, Petr Nárožný, Uršula Kluková, skupina Groš a další, 56 minut[5]
5. Zajíc v pytli č. 5 (1987, premiéra 19. června 1987) – kamera Petr Čepický, režie Eduard Sedlář, účinkují: Miloslav Šimek, Jiří Krampol, Pavel Bobek, Petr Spálený, Miluška Voborníková, Jana Mařasová a orchestr Groš, povídka Jak jsem dělal čerta, 59 minut[6]
6. Zajíc v pytli č. 6 (1987, premiéra 12. srpna 1987) – kamera Petr Čepický, režie Eduard Sedlář, účinkují: Miloslav Šimek, Jiří Krampol, Miluška Voborníková, Petr Spálený, Pavel Bobek, Jana Mařasová, Valerie Čižmárová a skupina Groš, povídka Jak jsem hledal manželku, 49 minut[7]
7. Zajíc v pytli č. 7 (1987, premiéra 25. prosince 1987) – kamera Petr Čepický, režie Eduard Sedlář, účinkují: Miloslav Šimek, Jiří Krampol, Pavel Bobek, Petr Spálený, Miluška Voborníková, Jana Mařasová a orchestr Groš, povídka Jak jsem prodával kapry, 73 minut[8]
8. Zajíc v pytli č. 8 (1988, premiéra 4. května 1988) – kamera Petr Čepický, režie Eduard Sedlář, účinkují: Miloslav Šimek, Jiří Krampol, Jitka Zelenková, Valerie Čižmárová, Petr Spálený, Miluška Voborníková, Jana Mařasová, Pavel Dobeš, Josef Fousek a další, 56 minut[9]
9. Zajíc v pytli Spolu s Jiřím Grossmannem (1988, premiéra 18. února 1989) – kamera Petr Čepický, režie Eduard Sedlář, účinkují: Miloslav Šimek, Jiří Krampol, Petr Spálený, Eva Olmerová, Pavel Bobek, Miluška Voborníková, Milan Drobný, Luboš Svoboda, Jana Svobodová a další, povídky Jak jsem ochořel a Můj otec zahrádkář, 57 minut[10]
10. Zajíc v pytli (1989, premiéra 3. června 1989) – kamera Petr Čepický, režie Eduard Sedlář, účinkují: Miloslav Šimek, Jiří Krampol, Uršula Kluková, Petr Spálený, Miluška Voborníková, Valerie Čižmárová, Jana Mařasová a další, 60 minut[11]
11. Zajíc v pytli (1990, premiéra 14. dubna 1990) – kamera Petr Čepický, režie Eduard Sedlář, účinkují: Miloslav Šimek, Jiří Krampol, Josef Fousek, Uršula Kluková, Jiří Kupšovský, Valerie Čižmárová, Petr Spálený, Miluška Voborníková, Monika Kvasničková, orchestr Groš řídí Milan Růžek, povídka Jak jsem cestoval, 79 minut[12]
12. Zajíc v pytli č. 12 (1990, premiéra 12. srpna 1990) – kamera Petr Čepický, režie Eduard Sedlář, účinkují: Miloslav Šimek, Jiří Krampol, Petr Spálený, Zuzana Burianová, Ilona Záluská, Valerie Čižmárová, Uršula Kluková, Luboš Svoboda, Jana Mařasová a další, 70 minut[13]

Střihový díl
- Zajíci v pytli (1988, premiéra 31. prosince 1988), povídka Jak jsem hledal manželku, 67 minut[14]